# 오비모자이크꼬리쥐
오비모자이크꼬리쥐(Melomys obiensis)는 쥐과에 속하는 설치류의 일종이다. 인도네시아에서만 발견된다.